# Diego Ortiz de Zúñiga

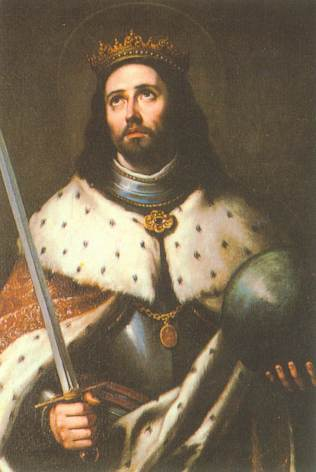
Ferran III de Castella, que reconquerí Sevilla en el 1248

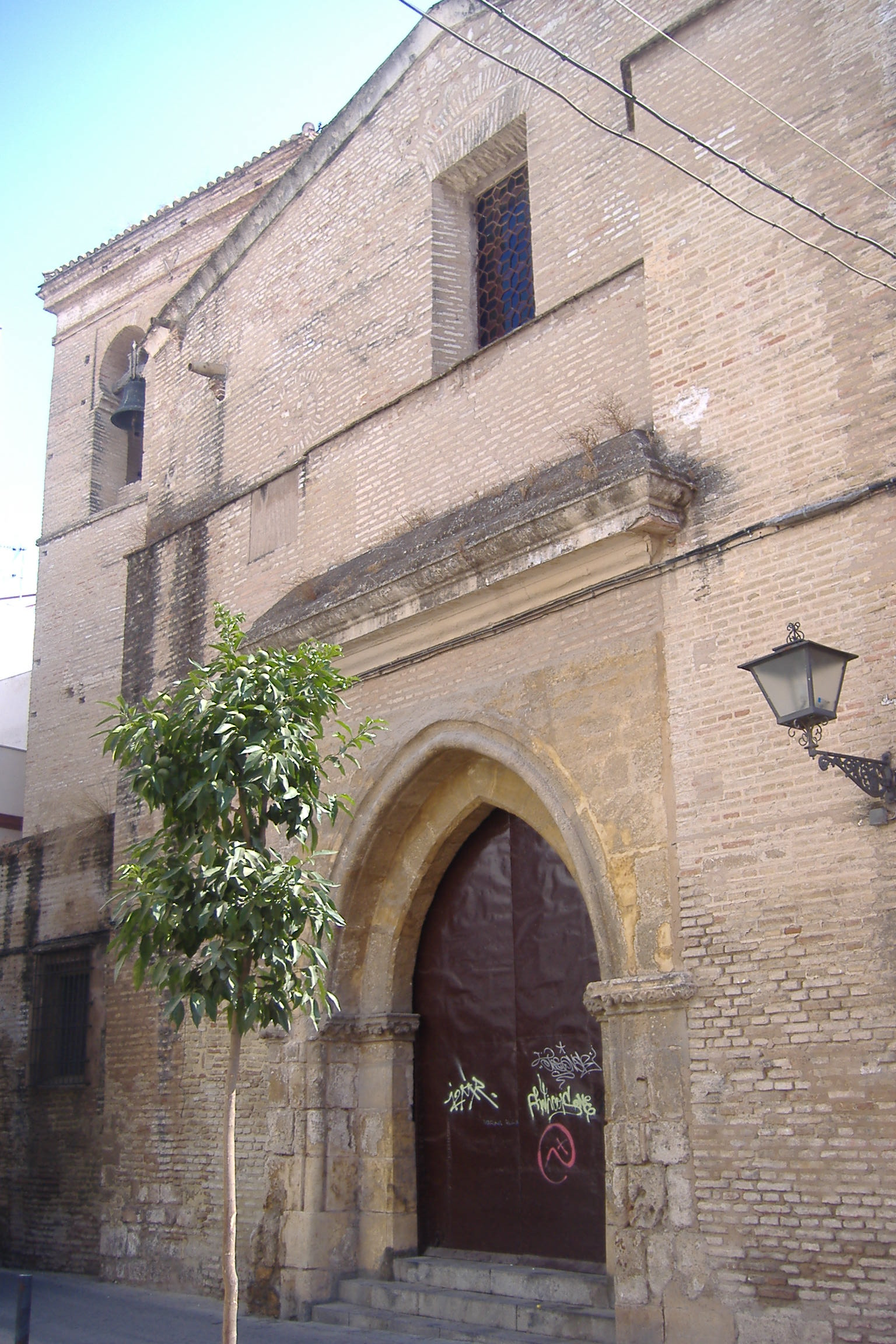
Església de Sant Martín (Sevilla).

Diego Ortiz de Zúñiga (Sevilla, 1636 - ibídem, 3 de setembre de 1680), noble espanyol, historiador de renom, Caballero de l'Ordre de Santiago, Vint-i-quatre de Sevilla per alguns anys, autor dels Annales Eclesiàstics i Seculars de la molt Noble i molt Lleial Ciutat de Sevilla, Metròpoli d'Andalusia, obra en la qual recull els esdeveniments de la ciutat des de 1246 fins a 1671. Així mateix és autor del Discurs Genealògic dels Ortizes de Sevilla i de l'obra Posterioritat de Juan de Gespes, Tretze i Comendador de Monestir en l'Ordre de Santiago.

## Filiació
Fill de Juan Ortiz de Zúñiga i Avellaneda, Caballero de l'Ordre de Calatrava, Capità d'Infanteria, que va servir a la frontera de Portugal del 1643 al 1649, casat amb la seva primera germana Leonor Luisa de l'Alcàsser i Zúñiga. Diego es va casar en 1657 amb Ana María Caballero de Cabrera, filla de Diego Caballero de Cabrera, Vint-i-quatre de Sevilla, Caballero de l'Ordre de Santiago, i de la seva esposa María Jerónima Caballero d'Illescas. Al seu primogènit Juan Ortiz de Zúñiga, casat en 1675 amb Urraca Fernández de Santillán i Villegas, li va ser concedit per real cèdula de 13 de gener de 1705 el títol d'I marquès de Montefuerte.
Els progenitors de la Casa dels Ortiz de Zúñiga de Sevilla van ser Alonso Ortiz (1420-1479) Sevillano, Comendador de Azuaga en l'Ordre de Santiago, enterrat en el temple de San Francisco de Sevilla, en la capella dels seus avis, (fill de Diego Ortiz, majordom i guarda del rei Pedro I de Castella i Lleó, el Cruel, i cinquè net de Pedro Ortiz, Conqueridor de Sevilla en 1248) i de la seva esposa Mencia de Zúñiga, neta del famós bisbe de Jaén i Plasencia Gonzalo de Estúñiga i Leiva.

## Historiador i genealogista
Diego va creuar Caballero en l'Ordre de Santiago en 1640, va anar Vint-i-quatre de Sevilla per alguns anys. Per encàrrec del parent major de la Casa dels Ortizes de Sevilla, Alonso Ortiz de Zúñiga, II marquès de Valencina, va realitzar una obra genealògica del seu llinatge titulada Discurs Genealògic dels Ortizes de Sevilla, que demostra el seu afany de realitzar un treball a força de documents autèntics. Tenint en compte que la seva genealogia abasta des de la conquesta de Sevilla en 1248 fins al 1680, va haver de dissipar les llacunes en el temps, amb acribadas indagacions en arxius i notaries.
L'obra que li ha donat immortal memòria és Annales Eclesiàstics i Seculars de la molt Noble i molt Lleial Ciutat de Sevilla, Metròpoli d'Andalusia, de la qual conté les seves més principals memòries des de l'any de 1246 fins a l'any de 1671. Llibre editat per Juan García Infanzón, en la Impremta Real, Madrid en 1677, que consta de 823 pàgines, dedicat a Juan Francisco de la Truja, duc de Medinaceli, Avançat Major i Notari Major d'Andalusia, Agutzil Major de Sevilla, descendent del sant rei Fernando III de Castella i Lleó, conqueridor de Sevilla en 1248.
En la seva crítica José Pellicer de Tovar, Caballero de l'Ordre de Santiago, cronista major del rei Felipe IV d'Espanya, afirma que Ortiz de Zúñiga va realitzar la seva obra havent vist i examinat amb tota diligència, no solament les Històries d'Espanya, sinó els monuments dels Arxius de la Santa Església Metropolitana i de les Parròquies i Regulars i del seu esclarit Cabildo Seglar. Estan escrits amb veritat, legalitat, puresa d'estil, sense passió ni adulació i amb les qualitats d'una Història greu. Afirmació que també la fa el Llic. Juan Lucas Cortés, del Consell del Rei i el seu alcalde de Casa i Cort: En aquests Annales es veuran tots els successos memorables esdevinguts en aquella ciutat l'any i temps que els toca i moltes notícies particulars, i fins ara no observades d'un altre algun, tocantes a la Història Universal d'Espanya i dels nostres reis, degudes a la diligència i treball de l'autor, que no va excusar algun, veient i reconeixent tots els arxius de l'església, ciutat, d'altres comunitats i de particulars i així mateix d'escriptures i privilegis d'ells, amb què a més de la seguretat i veritat amb què estan ajustats....
També va escriure i va fer imprimir Posterioritat de Juan de Gespes, Tretze i Comendador de Monestir en l'Ordre de Santiago i va començar a redactar la seva obra Teatre genealògic de les Gespes de Sevilla.
Diego Ortiz de Zúñiga no va aconseguir acabar aquesta última obra, va morir en 1680 a l'edat de 44 anys i va ser enterrat en la capella de l'Església de Sant Martín (Sevilla).
L'ajuntament de Sevilla va donar en el seu honor el nom d'Ortiz de Zúñiga al Col·legi Públic, situat en l'Avinguda Ramón y Cajal Col·legi Públic Ortiz de Zúñiga Arxivat 2013-07-03 a Wayback Machine..
La Biblioteca Nacional d'Espanya conserva les seves obres: Annales Eclesiàstics i Seculars de Sevilla i Discurs Genealògic dels Ortizes de Sevilla.